# Zebranie wiejskie

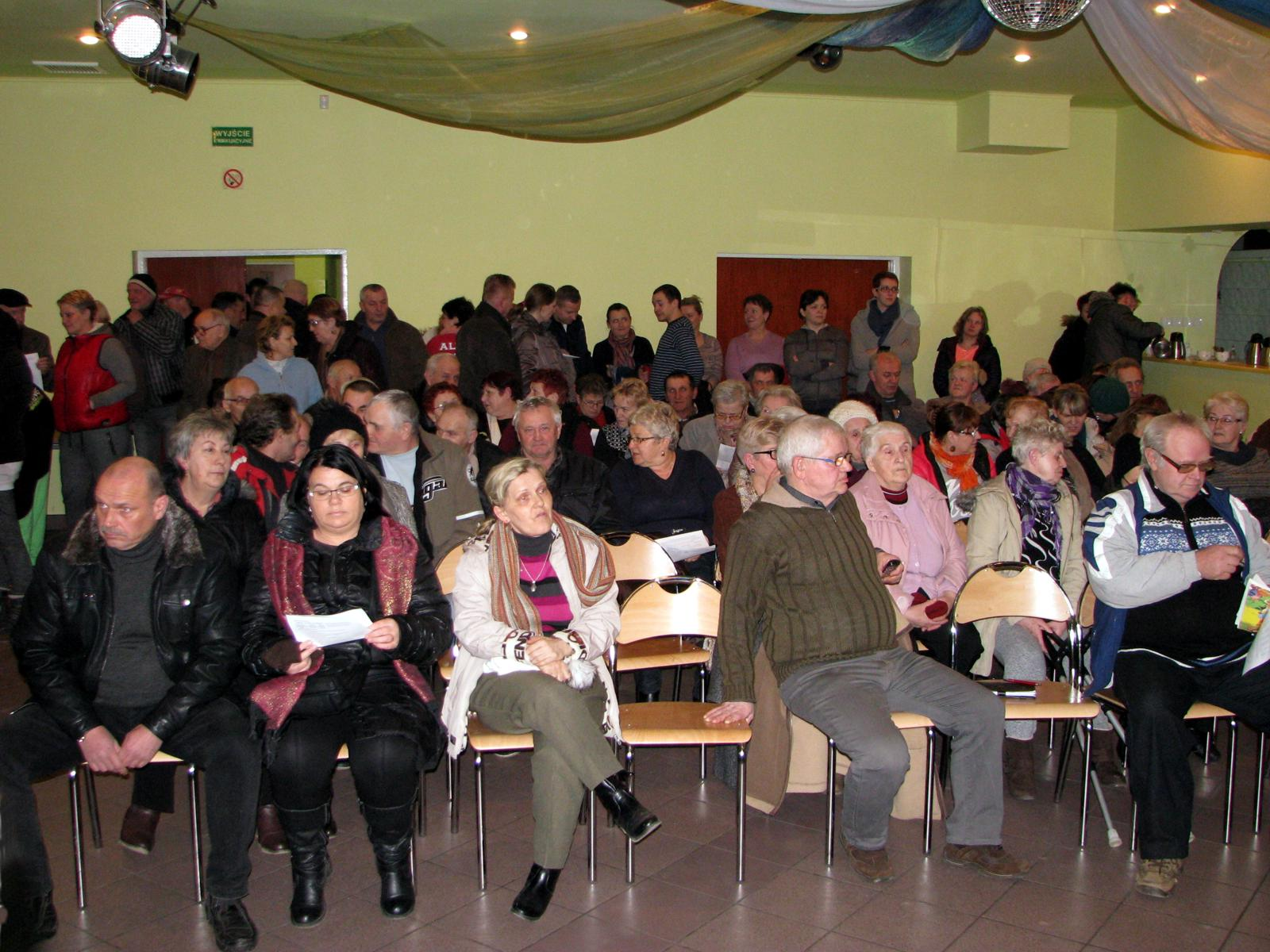
Zebranie wiejskie w Wojcieszycach (2015)

Zebranie wiejskie – organ uchwałodawczy sołectwa (jednostki pomocniczej gminy), funkcjonujący na podstawie art. 36 ust. 1 ustawy o samorządzie gminnym.

## Kompetencje
Ustawa o samorządzie gminnym ograniczyła się do wskazania, iż zebranie wiejskie jest organem uchwałodawczym sołectwa. Zgodnie z art. 35 ust. 1 i 3 ww. ustawy określenie organizacji i zakresu działania jednostki pomocniczej, w tym w szczególności zasady i tryb wyborów oraz organizację i zadania jej organów, określa rada gminy odrębnym statutem, po przeprowadzeniu konsultacji z mieszkańcami.

## Zakres działania zebrania wiejskiego
Do najczęstszych zadań zebrania wiejskiego należą:
- uchwalanie rocznego planu wydatków sołectwa
- rozpatrywanie sprawozdań z pracy organów sołectwa
- wybór i odwoływanie sołtysa oraz członków rady sołeckiej, oraz stwierdzanie wygaśnięcia ich mandatu
- opiniowanie na wniosek rady sołeckiej projektów jej uchwał
- podejmowanie inicjatyw społecznych i gospodarczych przedstawianych organom gminy.

## Organizacja zebrania wiejskiego
Szczegółowe regulacje dotyczące organizacji zebrania wiejskiego znajdują się w poszczególnych statutach. Z reguły prawo udziału w takim zgromadzeniu posiadają wszyscy mieszkańcy sołectwa dysponujący czynnym prawem wyborczym.
Zebranie wiejskie zależnie od przyjętych rozwiązań zwoływane może być przez sołtysa, radę sołecką lub organy samorządu gminnego (radę gminy, wójta), a także na wniosek określonej liczby mieszkańców. Statuty zawierają z reguły obowiązek odbywania takich posiedzeń nie rzadziej niż raz w roku.